# Korsør Biograf Teater
Das Korsør Biograf Teater ist ein Kino in der dänischen Stadt Korsør.
Die Filmvorführungen finden bereits seit dem 7. August 1908 im selben Gebäude statt. Damit wurde das Kino am 25. Juli 2008 als ältestes, ohne Unterbrechung bespieltes Kino in das Guinness-Buch der Rekorde eingetragen. Das Korsør Biograf Teater nahm schon am 30. Januar 1907 den Betrieb auf, wechselte aber anderthalb Jahre später seinen Standort. Bis 2008 führte das Guinness-Buch der Rekorde das Kino Pionier 1909 in der polnischen Stadt Stettin als ältestes Kino. Das genaue Datum der Eröffnung des Stettiner Kinos ist nicht bekannt, es war jedoch vor dem Spätherbst 1907.
Seit Juni 2021 ist das Eden-Théâtre in La Ciotat als ältestes in Betrieb stehendes Kino der Welt im Guinnessbuch eingetragen. Dort gab es bereits 1895/99 erste Filmvorführungen. Das Kino schloss jedoch 1985 und wurde erst 2013 wieder neu eröffnet.